# Nattaporn Namkanha
Nattaporn Namkanha (né le 15 septembre 1971) est un athlète thaïlandais, spécialiste du triple saut.

## Biographie
Il remporte la médaille d'or du triple saut lors des championnats d'Asie 2000, à Djakarta, avec la marque de 16,53 m

### Palmarès
| Date | Compétition         | Lieu     | Résultat | Performance |
| ---- | ------------------- | -------- | -------- | ----------- |
| 1998 | Jeux asiatiques     | Bangkok  | 3e       | 16,42 m     |
| 2000 | Championnats d'Asie | Djakarta | 1er      | 16,53 m     |

### Records
| Épreuve     | Performance  | Lieu    | Date        |
| ----------- | ------------ | ------- | ----------- |
| Triple saut | 16,66 m (NR) | Bangkok | 21 mai 2002 |